# Timothy Carey
Timothy Agoglia Carey (* 11. März 1929 in New York City; † 11. Mai 1994 in Los Angeles) war ein US-amerikanischer Schauspieler und Regisseur.

## Laufbahn
Nach anfänglich kleinen Rollen fand Timothy Carey ab Mitte der 1950er-Jahre seine Position als Darsteller von markanten Nebenfiguren, vor allem Bösewichten und exzentrischen Außenseitern. Stanley Kubrick besetzte ihn 1956 in seinem Thriller Die Rechnung ging nicht auf als psychisch auffälligen Scharfschützen, im Jahr darauf im Antikriegsfilm Wege zum Ruhm als einen der zum Tode verurteilten Soldaten. In dem Exploitation-Klassiker Bayou (1957) unter Regie von Harold Daniels verkörperte er in einer für ihn seltenen Hauptrolle einen Psychopathen aus den Südstaaten.
1962 stellte Carey nach vierjähriger Vorarbeit seinen ersten eigenen Film fertig: The World’s Greatest Sinner, bei dem er als Hauptdarsteller, Regisseur und Produzent auftrat, handelt von einem Versicherungsangestellten, der eines Tages eine eigene Religion gründet und die Wahl zum Präsidenten der USA anstrebt. Die Filmmusik stammt vom jungen Frank Zappa, als Kameramann fungierte neben anderen Edgar G. Ulmer. Dieser Streifen, der unter Kennern als Meilenstein gehandelt wird, bedeutete das vorläufige Ende seiner Karriere als Darsteller. 
Erst Jahre später gelang es ihm, unter anderem in Nebenrollen in Filmen seines Freundes John Cassavetes, wieder im Filmbusiness Fuß zu fassen. Dreimal war er in der Krimiserie Columbo in kleinen Auftritten zu sehen. Seine letzte Rolle spielte er in Echo Park von Robert Dornhelm.

## Filmografie (Auswahl)
- 1951: Reporter des Satans (Ace in the Hole)
- 1951: Colorado (Across the Wide Missouri)
- 1952: Das Tor zur Hölle (Hellgate)
- 1953: Weiße Frau am Kongo (White Witch Doctor)
- 1953: Der Wilde (The Wild One)
- 1954: Von der Polizei gehetzt (Crime Wave) – Regie: André De Toth
- 1955: Jenseits von Eden (East of Eden)
- 1955: Und morgen werd’ ich weinen (I’ll Cry Tomorrow) – Regie: Daniel Mann
- 1956: Die Rechnung ging nicht auf (The Killing)
- 1956: Der letzte Wagen (The Last Wagon)
- 1957/61: Bayou / Poor White Trash – Regie: Harold Daniels
- 1957: Wege zum Ruhm (Paths of Glory)
- 1959: Drauf und dran (The Gunfight at Dodge City) – Regie: Joseph M. Newman
- 1961: Der Besessene (One-Eyed Jacks)
- 1964: Der Mörder mit der Gartenschere (Shock Treatment) – Regie: Denis Sanders
- 1964: Bikini Beach – Regie: William Asher
- 1965: Beach Blanket Bingo – Regie: William Asher
- 1967: Der gnadenlose Ritt (A Time for Killing) – Regie: Phil Karlson
- 1967: Wasserloch Nr. 3 (Waterhole #3) – Regie: William A. Graham
- 1968: Head – Regie: Bob Rafelson
- 1971: Was ist denn bloß mit Helen los? (What’s the Matter with Helen?)
- 1971: Minnie und Moskowitz (Minnie and Moskowitz)
- 1972: Hilfe, ich habe Erfolg! (Get to Know Your Rabbit) – Regie: Brian De Palma
- 1973: Revolte in der Unterwelt (The Outfit)
- 1975: Die falsche Schwester (Peeper) – Regie: Peter Hyams
- 1976: Die Ermordung eines chinesischen Buchmachers (The Killing of a Chinese Bookie)
- 1983: Die Chaotenclique (D.C. Cab)
- 1986: Echo Park

Regiearbeiten:
- 1962: The World’s Greatest Sinner
- 1970: Tweet’s Ladies of Pasadena (Als Rohfassung gelegentlich aufgeführt)[1]
- 1978: Hellside Strangler (unvollendet)